# العلاقات الأندورية الكاميرونية
العلاقات الأندورية الكاميرونية هي العلاقات الثنائية التي تجمع بين أندورا والكاميرون.

## مقارنة بين البلدين
هذه مقارنة عامة ومرجعية للدولتين:
| وجه المقارنة                                              | أندورا                                                     | الكاميرون                      |
| --------------------------------------------------------- | ---------------------------------------------------------- | ------------------------------ |
| المساحة (كم2)                                             | 468                                                        | 475.44 ألف                     |
| عدد السكان (نسمة)                                         | 76.18 ألف                                                  | 24.05 مليون                    |
| الكثافة السكانية (ن./كم²)                                 | 16.28 ألف                                                  | 50.58                          |
| العاصمة                                                   | أندورا لا فيلا                                             | ياوندي                         |
| اللغة الرسمية                                             | اللغة الكتالونية                                           | لغة فرنسية، لغة إنجليزية       |
| العملة                                                    | يورو                                                       | فرنك وسط أفريقي                |
| الناتج المحلي الإجمالي (بليون دولار)                      | 3.01 مليار                                                 | 34.80 مليار                    |
| الناتج المحلي الإجمالي (تعادل القوة الشرائية) بليون دولار |                                                            | 72.72 مليار                    |
| الناتج المحلي الإجمالي الاسمي للفرد دولار أمريكي          |                                                            | 1.22 ألف                       |
| الناتج المحلي الإجمالي للفرد دولار أمريكي                 |                                                            | 2.97 ألف                       |
| مؤشر التنمية البشرية                                      | 0.858                                                      | 0.512                          |
| رمز المكالمات الدولي                                      | +376                                                       | +237                           |
| رمز الإنترنت                                              | .ad                                                        | .cm                            |
| المنطقة الزمنية                                           | ت ع م+01:00، توقيت وسط أوروبا، ت ع م+02:00، أوروبا/أندورا ‏ | توقيت غرب أفريقيا، ت ع م+01:00 |

## منظمات دولية مشتركة
يشترك البلدان في عضوية مجموعة من المنظمات الدولية، منها:
| علم المنظمة | اسم المنظمة                   | تاريخ انضمام أندورا | تاريخ انضمام الكاميرون |
| ----------- | ----------------------------- | ------------------- | ---------------------- |
|             | الاتحاد الدولي للاتصالات      | 12 نوفمبر 1993      | 22 ديسمبر 1960         |
|             | منظمة حظر الأسلحة الكيميائية  | ?                   | ?                      |
|             | يونسكو                        | 20 أكتوبر 1993      | 11 نوفمبر 1960         |
|             | الأمم المتحدة                 | 28 يوليو 1993       | 20 سبتمبر 1960         |
|             | منظمة الشرطة الجنائية الدولية | ?                   | ?                      |

## وصلات خارجية
- موقع وزارة الخارجية الأندورية
- موقع وزارة الخارجية الكاميرونية